# Gerard den Brabander
Gerard den Brabander (Den Haag, 3 juli 1900 – Amsterdam, 4 februari 1968), schrijverspseudoniem van Jan Gerardus Jofriet, was een Nederlands dichter, boekbandontwerper en vertaler.

## Leven en werk
Gerard den Brabander heeft gewerkt bij Philips en de PTT alvorens zich fulltime aan het schrijverschap te wijden. Samen met Jac. van Hattum en Ed Hoornik was hij samensteller van de bloemlezing Drie op één perron. De samenstellers werden wel tot de Amsterdamse school gerekend – dichters die afstand namen van de opvattingen die in het tijdschrift Forum werden uitgedragen, o.a. door Menno ter Braak en E. du Perron. Ze lieten het anekdotische toe in de poëzie en ook sociaal engagement.
Den Brabander wordt samen met een aantal generatiegenoten wel tot de Criteriumdichters gerekend. Hij schreef ook regelmatig in het literaire tijdschrift Criterium.
Hij heeft werk van o.a. Shakespeare, Ibsen, Tolstoj, Heine en  Rilke vertaald.
Zijn werk wordt vaak gekarakteriseerd met termen als: cynisch, sarcastisch, opstandig en suggestief.

## Oeuvre
- Vaart (1932) hij ontwierp het omslag voor deze bundel
- Cynische portretten (1934)
- Opus 5 (1937)
- Gebroken lier (1937) (De Vrije Bladen, jrg. 14, schrift 5)
- Materie-Man (1940)
- De deur op het haakje (1943)
- De holle man (1945)
- De steenen minnaar (1946)
- Sonnetten (1946)
- Morbide mei (1949)
- Recapitulatie (1952)
- Onraad (1955)
- Delirium (1957)

Bloemlezing
- Drie op één perron (1938-1941, 2 dln., 1960, Den Brabander, Van Hattum en Hoornik)